# Мовілень (Сучава)
Мовілень, Мовілені (рум. Movileni) — село у повіті Сучава в Румунії. Входить до складу комуни Ваду-Молдовей.
Село розташоване на відстані 329 км на північ від Бухареста, 30 км на південний схід від Сучави, 92 км на захід від Ясс.

## Населення
За даними перепису населення 2002 року у селі проживали 297 осіб, усі — румуни. Усі жителі села рідною мовою назвали румунську.